# Michał Sznajder
Michał Jacenty Sznajder (ur. 27 czerwca 1945 w Łużnej, zm. 25 czerwca 2025) – polski agronom, ekonomista rolny, profesor.

## Życiorys
Pochodzi z rodziny nauczycielskiej, która mieszkała na Wołyniu, a po 1945 w Dzierżoniowie, gdzie ukończył liceum ogólnokształcące, działał w harcerstwie i klubie szachowym. Od 1963 do 1968 studiował na Wydziale Hodowli Zwierząt Wyższej Szkoły Rolniczej w Poznaniu. Pracę magisterską napisał pod kierunkiem prof. Antoniego Kaczmarka (polimorfizm białek krwi u krów). Doktoryzował się w 1973 pod kierunkiem prof. Mariana Jerzaka (rozprawa: Zastosowanie metod programowania liniowego i planowania sieciowego w organizacji i wykorzystaniu pasz w warunkach wielkotowarowej produkcji zwierzęcej). Habilitował się w 1988 na SGGW w Warszawie (dorobek ogólny i rozprawa: Organizacja dużych stad zwierząt w gospodarstwie rolnym). W 1992 został profesorem nadzwyczajnym, a 22 listopada 1999 otrzymał tytuł profesora nauk ekonomicznych. W 1994 został kierownikiem Katedry Ekonomiki i Organizacji Rolnictwa na Akademii Rolniczej w Poznaniu. Od 1981 do 1991 był członkiem senatu tej uczelni.
Działał w strukturach „Solidarności”, gdzie w latach 1980–1981 był przewodniczącym Komisji ds. Współpracy ze Wsią, a od 1983 do 1988 kierował pracami Niejawnej Komisji Uczelnianej i wydawał bezdebitowe czasopismo „Ku Wolności”. W latach 1989–1991 był przewodniczącym Komisji Uczelnianej związku.
Prowadził zajęcia z zootechniki, ekonomii, biotechnologii, agrotechniki, ochrony środowiska i mechanizacji rolnictwa. Był członkiem i wiceprzewodniczącym Komitetu Ekonomiki Rolnictwa PAN, jak również sekretarzem generalnym Stowarzyszenia Ekonomistów Rolnych i Agrobiznesu (był inicjatorem powstania Roczników Naukowych tej drugiej organizacji). Przebywał na stażach zagranicznych (Wielka Brytania, Argentyna, Austria, Belgia, Bułgaria, Czechosłowacja, Czechy, Dania, Holandia, Francja, Irlandia, Niemcy, ZSRR, Rosja, Ukraina, Urugwaj, Węgry i Włochy). Był członkiem Europejskiego (i Amerykańskiego) Stowarzyszenia Ekonomistów Rolnych, a także członkiem Komisji Ekonomicznej Międzynarodowej Federacji Mleczarskiej.

## Zainteresowania naukowe
Do jego głównych zainteresowań naukowych należały: analiza kosztów produkcji w gospodarstwach rolnych, optymalizacja procesów produkcyjnych przy wykorzystaniu metod operacyjnych, matematycznych i ekonometrycznych, a także strategie rozwoju mleczarstwa. W 1974 opracował alternatywną do rządowej prognozę rozwoju produkcji mleka do roku 2000 (w latach 1986 i 1992 opublikował kolejne). W 1999 napisał książkę Ekonomia mleczarstwa.